# Asymbolus pallidus
Asymbolus pallidus  (лат.) — один из видов рода австралийских пятнистых кошачьих акул (Asymbolus), семейство кошачьих акул (Scyliorhinidae).

## Ареал
Это эндемичный вид, обитающий на континентальном шельфе у северо-восточного побережья на глубине от 225 до 402 м.

## Описание
Окрас бледный с редкими, ярко выраженными коричневыми пятнами. Голова и рыло довольно вытянутые. Тонкий хвостовой стебель. Спинные и брюшные плавники небольшие. Основание анальных плавников равно или меньше расстоянию между анальными и брюшными плавниками. Края зубов зазубрены, зубы имеют 5 заострённых кончиков.

## Биология
Достигает длины 43,9 см. У самцов половая зрелость наступает при достижении длины 32 см. Размножается, откладывая яйца.

## Взаимодействие с человеком
Данных для оценки состояния сохранности вида недостаточно.